# Esteviósido

Estructura del esteviósido.

El esteviósido es uno de los azúcares obtenidos naturalmente de la Stevia rebaudiana. Se trata de un glúcido diterpeno de masa molecular 804,80 g/mol. Es una molécula compleja que contiene 38 carbonos, 60 hidrógenos y 18 oxígenos. Es levógiro (31,8 en forma anhidra), su punto de fusión es de 238 °C, su nombre completo es 13-O-beta-soforosil-19-O-beta-glucosil-esteviol.
Es soluble en agua, etanol y metanol.

## Propiedades
A pesar de ser de sabor dulce, no aumenta la concentración de glucosa en sangre (lo que lo hace apto para diabéticos). Por este motivo se utiliza como endulzante no calórico. Es entre 250 y 300 veces más dulce que la sacarosa.
En 2006, la Organización Mundial de la Salud (OMS) realizó una evaluación exhaustiva de los estudios experimentales recientes de extractos de estevia a cabo en animales incluyendo humanos, y concluyó que “el esteviósido y el rebaudiósido A no son genotóxicos in vitro o in vivo y que la genotoxicidad del esteviol y algunos de sus derivados oxidativos in vitro no se expresan in vivo”. El informe no encontró evidencia de actividad cancerígena. El informe también sugiere la posibilidad de efectos beneficios para la salud, indicando que “el esteviósido ha mostrado cierta evidencia de efectos farmacológicos en pacientes con hipertensión o con diabetes tipo 2”, pero se concluyó que se necesitan estudios adicionales para determinar la dosis adecuada.
Se carece de evidencia de beneficio para los efectos a largo plazo sobre la pérdida de peso y los riesgos de enfermedades cardíacas.[cita requerida]